# Passionsspelen på Stora Bjurum

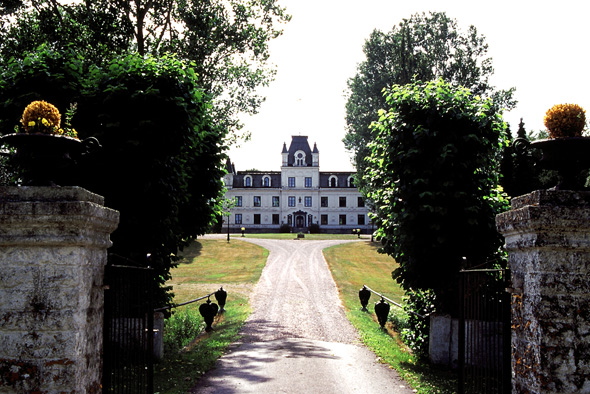
Stora Bjurum

Passionsspelen på Stora Bjurum var en händelse som utspelade sig på herrgården Stora Bjurum i Västergötland år 1738. Stora Bjurum var under denna tid ett centrum för ett religiöst svärmeri och blev föremål för en undersökning av kyrkliga myndigheter. Det "svärmeri" som utspelades där ansågs av samtiden vara chockerande och gjorde händelsen berömd i sin samtid.[källa behövs]

## Bakgrund
Ursprunget till händelsen var en rörelse i Vänersborg grundad av en ung präst vid namn Lenberg. Rörelsen förkastade statskyrkan och fokuserade på en gudstjänst med "ett inåtvändt stilla begrundande af ordet". 
Rörelsen kom till Bjurum från Främmestad genom dess predikanter Kerstin Andersdotter och Dordi Olofsdotter. Stora Bjurum ägdes vid denna tid av majoren greve Erik Fredrik Stenbock (1686-1739), och Stenbocks maka, Eva Margareta Clerck (död 1743), kom att spela en viktig roll under passionsspelen. Hon blev rörelsens anhängare och gjorde godset till ett centrum för rörelsens medlemmar. Bland dem fanns separatistprästerna Nils Nabbelius (d. 1742) och Sven Hulthén. Den sistnämnda öppnade en skola där.[källa behövs]
Trots att Eva Margareta Clerck gav privilegier till de som omfattade den nya tron, ska majoriteten av allmänheten i Hånger och Mårby ha hållit sig utanför. Undantagen var en grupp som i den kommande rapporten nämns som tillhörande separatisterna: Anders Gunnarsson och hans hustru Ingrid i Mellanskog, skomakaren Anders Arvedsson med hustru Ingrid i Kroken, Lars Lindström, fogden Forsberg, drängen Lars Persson, Sven i Vreten och hans hustru, drängen Sven Jonsson, Jöns i Lyckekullen hustru Maria, samt klockarens i Hånger hustru Kajsa Lidman.[källa behövs]

## Utredning
Rörelsens aktivieter var under denna tid lagbrott genom det så kallade konventikelplakatet. Den 28 februari 1738 företog kyrkoherden i Kleva, Sven Holmvall, tillsammans med komminister Smedborg en inspektion av Stora Bjurum på uppdrag av Konsistorium. De författade en detaljerad rapport av de "passionspel" de bevittnade under sitt besök.
Flera personer befann sig i sjukdomstillstånd, som de i nästa ögonblick botades från av Nabbelius. En piga förbannade efter ett sådant tillfrisknande prästerskapet. Alita Sundberg, en släkting till paret Stenbock, låg sjuk till sängs, men sprang upp ur den och föll "skrikande" i famnen på Nabbelius och två andra kvinnor. De adliga barnen ur Hulthéns skola fick sjunga psalmer. Holmvall förbannades och avvisades. Enligt rapporten hade en grupp bestående av bland andra Alita Sundberg och Wendela Zelow vandaliserat Mårby kyrka, där Sundberg "skall hafva gjordt en oanständig sak fram i koret vid altaret, till detta husets uppenbara förakt och ohelgande". I rapporten antyddes att svärmarna ägnade sig åt utomäktenskapligt sex, och det påpekades att trossyskon av olika kön fick sova tillsammans och att Nabbelius och Kerstin Andersdotter hade ett förhållande.
Själva passionsspelen var namnet på det skådespel om Kristus liv, som uppfördes av Dordi Olofsdotter med henne i huvudrollen, och efter vilket händelsen nu fick sitt namn.

## Efterspel
Eva Margareta Clerck blev vida beryktad i det dåtida Sverige på grund av passionsspelen och utesluten ur kyrkans gemenskap. Vid sin makes död 1739 lät hon begrava honom i Skara domkyrka utan statskyrkans ritualer. 
Stora Bjurum blev känt som "separatistnäste", och dess medlemmar ställdes inför myndigheterna. Rörelsens ledande medlemmar, bland dem predikanterna Kerstin Andersdotter och Dordi Olofsdotter, utvisades ur bygden. Det är möjligt att Kerstin Andersdotter gifte sig med Nils Nabbelius.
Strax före julen 1740 hade Eva Margareta Clerck och de flesta av "separatisterna" återgått till svenska kyrkan, deltagit i gudstjänsten och mottagit nattvarden. Den 22 september 1741 avlade Clerck formell bekännelse inför Skara domkapitel och meddelade konsistorium att hon hade återupptagits i kyrkan. Detta hängde samman med att hon anslutit sig till herrnhutismen. Hon övergick till denna tro sedan Stora Bjurum, vid den tid då passionspelen utspelades, hade besökts av en av herrnhutismens främsta missionärer, Elias Östergren. Eva Margareta Clerck betraktas som en av de tre mest betydelsefulla konvertiterna inför herrnhutismens spridning i Sverige, jämsides med kyrkoherde Andreas Tengbom i Främmestad och domprost Anders Hilleström i Göteborg. Fram till sin död 1743 fortsatte hon att företräda den nya riktningen bland sina underlydande och sina vänner och bekanta. Hon brevväxlade även med den herrnhutiske biskopen Polykarpus Müller och »generalältestin» Magdalena Schellinger.[källa behövs]